# منظمة الغذاء
منظمة الغذاء هي منظمة تطوعية لأخصائى التغذية وعلمائها في المملكة المتحدة. وتعد المؤسسة جمعية خيرية مسجلة ومؤمنًا عليها من سجل المملكة المتحدة التطوعي للتغذية (UKVRN). وهي تهدف إلى حماية وإفادة الجمهور من خلال تحديد وتطوير معايير الممارسات القائمة على الأدلة والنهوض بها في مجال التغذية، وعلى جميع المستويات داخل القوى العاملة. ولقد نالت منظمة الغذاء والسجل التطوعي للمملكة المتحدة اعترافًا من الصحة العامة بإنجلترا، ومن مواقع (NHS Careers) و(NHS Choices) الإلكترونية، ومن خدمة الوظائف الوطنية كهيئة مهنية محترفة لأخصائي التغذية بالمملكة المتحدة.